# Jodie – Irgendwo in Texas
Jodie – Irgendwo in Texas (Alternativtitel: Die blonde Leidenschaft; Originaltitel: Hard Country) ist ein US-amerikanisches Filmdrama aus dem Jahr 1981. Regie führte David Greene, das Drehbuch schrieb Michael Kane.

## Handlung
Kyle Richards ist mit seinem Leben sehr zufrieden. Tagsüber arbeitet er in der Fabrik, abends trinkt er sein Bier. Seine Freundin Jodie ist jedoch anderer Meinung, denn sie hat das langweilige Leben in einer Kleinstadt in der texanischen Provinz satt. Sie arbeitet bei einer Telefongesellschaft und will liebend gerne Stewardess werden, doch das sieht Kyle überhaupt nicht gerne. Er schwört ihr, um die Beziehung zu retten sogar, mit dem Saufen aufzuhören, doch für Jodie steht die Entscheidung fest, und sie bewirbt sich bei einer Fluggesellschaft. Als Kyles Bruder Royce Jodie im Suff vergewaltigt, beobachtet Kyle das Ganze und denkt, seine Freundin würde fremd gehen. Durch diesen Irrtum und wegen Jodies heimlicher Bewerbung geht alles drunter und drüber.

## Kritiken
All Movie Guide schrieb, die alkoholisierte Freizeitbetätigung Richardsons erinnere an Samstagnacht und Sonntagmorgen.
Film-Dienst schrieb, der Film biete „intelligent angelegte und ansehnlich gespielte Szenen aus der amerikanischen Provinz“.

## Hintergründe
Der Film wurde in Bakersfield (Kalifornien) und in Midland (Texas) gedreht. Er war das Debüt von Kim Basinger in einem Kinofilm.